# TALISMAN
Talisman — автономный подводный аппарат, разработанный компанией BAE System. Предназначен для исследования вод мирового океана, может применяться в военных целях.
Оснащён 4 движущими винтами, расположенными на поворотных консолях.

## Выполняемые задачи
Talisman может применяться для решения следующих задач:
- Гидрографические исследования
- Противоминные операции
- Обеспечение безопасности гавани
- Мониторинг состояния окружающей среды
- Поисковые и спасательные операции
- Рыбопромысловые операции
- Научные эксперименты и наблюдения